# Зомби 2 (фильм, 2020)
Зомби 2 (англ. Zombies 2) — американский мюзикл и оригинальный фильм канала Disney, премьера которого состоялась 14 февраля 2020 года на Disney Channel. Является продолжением фильма «Зомби» 2018 года.

## Сюжет
В ранние дни поселенцы Сибрука отбили группу оборотней за лунный камень, который они с тех пор прятали под землей. В настоящее время прошло очень много времени с тех пор, как Сибрук и Зомбитаун уладили свои разногласия. Зед планирует пригласить Аддисон к Креветке, версии выпускного бала Сибрука, а Аддисон работает, чтобы вести свою команду чирлидеров зомби и людей против команды более опытных чирлидеров из числа людей.

## В ролях
- Майло Манхейм — Зед
- Мэг Доннелли — Аддисон
- Тревор Торджман — Баки
- Кайли Расселл — Элиза
- Карла Джеффри — Бри
- Чандлер Кинни — Уилла
- Пирс Йоза — Уайат
- Ариэль Мартин — Винтер
- Кингстон Фостер — Зои
- Джеймс Годфри — Бонзо
- Наоми Сникус — мисс Ли
- Тони Наппо — Зевон
- Жасмин Ренэ Томас — Стейси
- Эмилия Маккарти — Лейси
- Ной Зулфикар — Кевин
- Пол Хопкинс — Дейл
- Мари Уорд — Мисси
- Джонатан Лэнгдон — Тренер

## Производство
В начале 2019 года готовилось продолжение фильма «Зомби» с вернувшимися звёздами, режиссёром и сценаристами. Пирс Джоза, Чендлер Кинни и Ариэль Мартин присоединились к актёрскому составу, а Кайли Рассел, Тревор Торджман, Карла Джеффри, Джеймс Годфри и Кингстон Фостер воспроизвели свои роли из первого фильма. Производство фильма началось 27 мая 2019 года и завершились в Торонто 15 июля 2019 года. Сцены также были сняты в Заповеднике Роквуда. Мэри Пантелидис выступила продюсером фильма.

## Релиз
Во время премьеры 14 февраля 2020 года в 20:00 «Зомби 2» привлёк 2,46 миллиона зрителей с оценкой 0,52 для людей в возрасте от 18 до 49 лет.

## Критика
На момент 7 апреля 2020 года фильм имеет 100 % рейтинг одобрения на Rotten Tomatoes, основанный на пяти рецензиях со средним рейтингом 7,4 / 10.
Эмили Эшби из «Common Sense Media» оценив фильм на 4 из 5 звёзд, похвалила фильм за то, что терпимость и понимание показаны как положительные послания, и сочла, что персонажи, изображённые Майло Манхеймом и Мэг Доннелли, положительные образцы для подражания и подчеркнула образовательную ценность подхода фильма к социально-эмоциональным темам, таким как позитивное отношение к телу. Рэйчел Вагнер из «Rotoscopers» дала фильму оценку 3 из 5 звёзд, высоко оценила игру актёров и химию между Майло Манхеймом и Мэг Доннелли, а также похвалила музыкальное исполнение.

## Рейтинги
Во время премьеры 14 февраля 2020 года в 20:00 «Зомби 2» привлекли в общей сложности 2,46 миллиона зрителей с рейтингом 0,52 для людей в возрасте от 18 до 49 лет. Сиквел показал себя лучше, чем оригинал в плане рейтингов, среди молодых людей в возрасте от 18 до 49 лет.

## Награды
| Год  | Награда                                                                  | Категория                                                         | Получатель(и) | Результат | Примечания |
| ---- | ------------------------------------------------------------------------ | ----------------------------------------------------------------- | ------------- | --------- | ---------- |
| 2021 | Canadian Cinema Editors Awards                                           | Лучший монтаж в телефильме или мини-сериале                       | Лиза Бинкли   | Номинация | [ 12 ]     |
| 2021 | Leo Awards                                                               | Лучший монтаж изображения в телефильме                            | Лиза Бинкли   | Номинация | [ 13 ]     |
| 2021 | Canadian Alliance for Film and Television Costume Arts and Design Awards | Лучший дизайн костюмов в научно-фантастическом/фэнтезийном фильме | Зомби 2       | Победа    | [ 14 ]     |

## Продолжение
Третий и последний фильм под названием «Зомби 3» был анонсирован в марте 2021 года, а съёмки запланированы на весну в Торонто. Премьера фильма состоялась на Disney+ 15 июля 2022 года, за ним последует расширенная версия, премьера которой состоится на канале Disney 12 августа 2022 года. Третий фильм связан с инопланетным вторжением. 20 мая 2022 года было объявлено, что Ру Пол Чарльз присоединился к актёрскому составу в качестве голоса «Корабля-матери», описанного в официальном синопсисе как «комедийно пассивно-агрессивный НЛО».